# Stanley Roberts
Stanley Roberts (* 17. Mai 1916 als Stanley Lowenstein in New York City; † 22. April 1982 in Beverly Hills, Kalifornien) war ein US-amerikanischer Drehbuchautor.

## Leben und Wirken
Stanley Roberts besuchte das Columbia College seiner Heimatstadt und stieß bereits im Alter von 20 Jahren als Drehbuchautor zum Film. Seine ersten beiden Manuskripte lieferte er unter seinem Geburtsnamen Lowenstein, ehe er noch im selben Jahr (1937) das Pseudonym Stanley Roberts wählte. In den frühen Jahren schrieb er vor allem Drehbücher zu B-Western für Firmen wie Conn Pictures und Republic Pictures, in denen nachmalige Stars wie John Wayne mitwirkten. Zu einigen dieser Filme lieferte er lediglich die Storyvorlage.
Erst im Laufe der frühen 1950er Jahre stieg Roberts zu einem A-Film-Autoren auf. Seine erste bemerkenswerte Arbeit war 1951 die Filmfassung von Arthur Millers Tod eines Handlungsreisenden. Für sein Drehbuch zu Edward Dmytryks Die Caine war ihr Schicksal mit Humphrey Bogart in der Hauptrolle erhielt Roberts 1955 eine Oscar-Nominierung.
Wenig später konzentrierte sich Roberts weitgehend auf die Autorenschaft für das Fernsehen und schrieb zu einer Fülle einzelner Folgen populärer Serien wie Bonanza, Mannix, Lieber Onkel Bill, Petrocelli und Hart aber herzlich die Drehbücher. Mit Beginn der 1980er Jahre zog sich Stanley Roberts vom Film- und Fernsehgeschäft ins Privatleben zurück.

## Filmografie als Drehbuchautor
- 1937: Valley of Terror
- 1937: Galloping Dynamite
- 1937: Young Dynamite
- 1938: Heroes of the Hills
- 1938: Prairie Moon
- 1938: Red River Range
- 1939: Reiter in der Nacht (The Night Riders)
- 1939: Colorado Sunset
- 1940: Fugitive From a Prison Camp
- 1942: Who Done it?
- 1942: Behind the Eight Ball
- 1943: Never a Dull Moment
- 1945: Under Western Skies
- 1945: Penthouse Rhythm
- 1950: Alter schützt vor Liebe nicht (Louisa)
- 1951: Up Front
- 1951: Der Tod eines Handlungsreisenden (Death of a Salesman)
- 1952: The Story of Will Rogers
- 1954: Die Caine war ihr Schicksal (The Caine Mutiny)
- 1959–60: The Betty Hutton Show (TV-Reihe)
- 1962: Arthur Freed‘s Hollywood Melody (Fernsehfilm)
- 1963: The World‘s Greatest Showman: The Legend Cecil B. DeMille (Fernsehdokumentation)
- 1965: Paris ist voller Liebe (Made in Paris)
- 1969: Das Geheimnis der Puppe (The Pigeon) (Fernsehfilm)
- 1970–71: Lieber Onkel Bill (zwei Folgen)
- 1970–72: Bonanza (mehrere Folgen)
- 1973: Mannix (eine Folge)
- 1976–77: Make-up und Pistolen (zwei Folgen)
- 1977: Barnaby Jones (eine Folge der TV-Serie)
- 1978: Kaz & Co (eine Folge)
- 1980: Hart aber herzlich (eine Folge)